# Escritas uigures
As escritas uigures são aquelas diversas que foram e são usadas para escrever a is a língua uigur, uma das línguas turcomanas e que é falada em Xinjiang, região autônoma administrada pela República popular da China. A língua Uigur é falada pela etnia de mesmo nome e tem uma longa tradição. Muitas foram suas escritas, mas hoje é usada uma forma derivada do alfabeto árabe que é oficial para o Uigur em Xinjiang, embora outras alfabetos sejam usados pela língua fora de Xinjiang.

## História

### Séculos V a XIX
Houve cinco maiores períodos de escrita na tradição literária Uigur. A primeira se iniciou no século V com o Uigur usando a escrita sogdiana. Essa escrita caiu em desuso durante o século X, com o Uigur passando a ser escrito no alfabeto uigur antigo, mas voltou a ser usada entre os séculos XV e XVI. Enquanto a escrita sogdiana estava ainda em uso, começou a ser usado Alfabeto de Orkhon (alfabeto turco antigo), que foi ativo desde o século VI até o século IX.
O alfabeto sogdiano antigo ficou em uso até o século XVIII, sendo usado junto com uma escrita derivada do alfabeto árabe que veio junto com o Islamismo no século X. Esse alfabeto originado do Árabe permaneceu em uso, ao contrário da antiga escrita uigur, e é ainda usad hoje, mesmo tendo sido bem menos usado em meados do século XX.
O alfabeto de origem árabe usado inicialmente foi a Chagatai, que foi usado para escrever o Uigur e também a língua Chagatai, mas caiu em desuso, no início dos anos 20 (século XX), quando as area de falantes uigures foram caindo sob o domínio da União Soviética. O alfabeto siríaco também foi usado por algum tempo entre os séculos V e XIX.

### Séculos XX e XXI
A escrita Uigur apresentou muitas mudanças durante o século XX principalmente em função de decisões políticas, causadas pela União Soviética e a República Popular da China. A União Soviética buscou inicialmente implementar o alfabeto latino, mas decidiu ao final dos anos 20 por um alfabeto derivado do cirílico, o chamado Uyghur Siril Yéziq, temendo que a romanização (latinização]] viesse a fortalecer os laços dos uigures com outros povos turcos.
Em 1949, com a proclamação da República Popular da China sob o Comunismo, foi iniciada também a promoção de uma escrita derivada do alfabeto cirílico. Porém, com as tensões entre China e União soviética ao final dos anos 50, os chineses desenvolveram um novo alfabeto com base no Pinyin e no Cirílico (estruturalmente os caracteres se assemelham aos do alfabeto turcomano uniforme), um chamado alfabeto latino com influência cirílica (Yengi Yezigi). Esse ultimo foi assim promovido pelos chineses, tornou-se oficial e foi usado por cerca de 10 anos.
Tal alfabeto com base no Pinyin se tornou impopular e o a escrita derivada do alfabeto árabe foi novamente implementado, porém, numa forma modificada em relação à antiga, sendo agora chamado Uyghur Ereb Yéziqi. No entanto, em função da crescente importância da informática, houve necessidade de ser usado novamente o alfabeto latino modificado nos trabalhos com computadores. Isso  motivou cinco conferências entre 2000 e 2001, das quais se originou o alfabeto de origem Latina, o chamado Uyghur Latin Yéziqi.

## Quatro escritas
São usados hoje quatro alfabetos diferentes, listados com suas codificações:

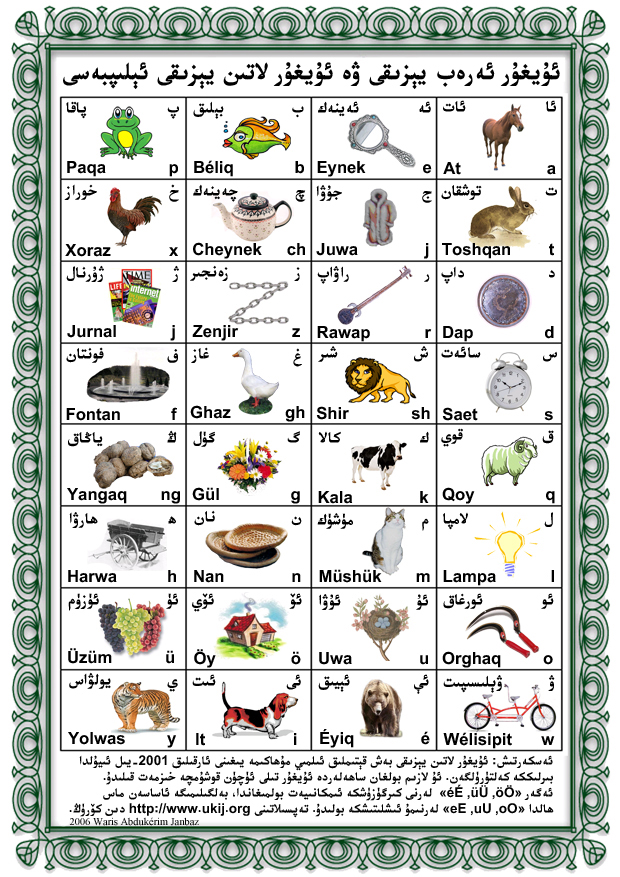
Comparação dos Alfabetos: Árabe Uigur, Latin Uigur Ereb Uigur, Latin Uigur misto

- UEY: Com base no Árabe - Uyghur Ereb Yéziqi
- ULY: Com base no Latino - Uyghur Latin Yéziqi r
- USY: Com base no Cirílico - Uyghur Siril Yéziqi
- UPNY: Misto –Latino/Cirílico - Uyghur Pinyin Yéziqi, ou Yengi Yeziⱪ

| #  | IPA | Uigur Ereb Yéziqi - UEY | Uigur Latim Yéziqi -ULY | Uigur Cirílico (S) Yéziqi -USY | Uigur Pinyin Yéziqi-UPNY |    | #  | IPA | Uigur Ereb Yéziqi - UEY | Uigur Latim (S) Yéziqi –USY | Uigur Cirílico (S) Yéziqi -USY | Uigur Pinyin Yéziqi-UPNY |
| -- | --- | ----------------------- | ----------------------- | ------------------------------ | ------------------------ | -- | -- | --- | ----------------------- | --------------------------- | ------------------------------ | ------------------------ |
| 1  | ɑ/  | ئا                      | A a                     | А а                            | A a                      | 17 | q/ | ق   | Q q                     | Қ қ                         | Ⱪ ⱪ                            |                          |
| 2  | æ/  | ئە                      | E e                     | Ə ә                            | Ə ə                      | 18 | k/ | ك   | K k                     | К к                         | K k                            |                          |
| 3  | b/  | ب                       | B b                     | Б б                            | B b                      | 19 | ɡ/ | گ   | G g                     | Г г                         | G g                            |                          |
| 4  | p/  | پ                       | P p                     | П п                            | P p                      | 20 | ŋ/ | ڭ   | Ng ng                   | Ң ң                         | Ng ng                          |                          |
| 5  | t/  | ت                       | T t                     | Т т                            | T t                      | 21 | l  | ل   | L l                     | Л л                         | L l                            |                          |
| 6  | d͡ʒ/ | ج                       | J j                     | Җ җ                            | J j                      | 22 | m/ | م   | M m                     | М м                         | M m                            |                          |
| 7  | t͡ʃ/ | چ                       | Ch ch                   | Ч ч                            | Q q                      | 23 | n/ | ن   | N n                     | Н н                         | N n                            |                          |
| 8  | x/  | خ                       | X x                     | Х х                            | H h                      | 24 | h/ | ھ   | H h                     | Һ һ                         | Ⱨ ⱨ                            |                          |
| 9  | d/  | د                       | D d                     | Д д                            | D d                      | 25 | o/ | ئو  | O o                     | О о                         | O o                            |                          |
| 10 | r/  | ر                       | R r                     | Р р                            | R r                      | 26 | u/ | ئۇ  | U u                     | У у                         | U u                            |                          |
| 11 | z/  | ز                       | Z z                     | З з                            | Z z                      | 27 | ø/ | ئۆ  | Ö ö                     | Ө ө                         | Ɵ ɵ                            |                          |
| 12 | ʒ/  | ژ                       | Zh zh                   | Ж ж                            | Ⱬ ⱬ                      | 28 | y/ | ئۈ  | Ü ü                     | Ү ү                         | Ü ü                            |                          |
| 13 | s/  | س                       | S s                     | С с                            | S s                      | 29 | w/ | ۋ   | W w                     | В в                         | W w                            |                          |
| 14 | ʃ/  | ش                       | Sh sh                   | Ш ш                            | X x                      | 30 | e/ | ئې  | É é                     | Е е                         | E e                            |                          |
| 15 | ʁ/  | غ                       | Gh gh                   | Ғ ғ                            | Ƣ ƣ                      | 31 | ɪ/ | ئى  | I i                     | И и                         | I i                            |                          |
| 16 | f/  | ف                       | F f                     | Ф ф                            | F f                      | 32 | j/ | ي   | Y y                     | Й й                         | Y y                            |                          |

## Exemplos
Artigo 1 da “Declaração Universal dos Direitos Humanos”
| Uyghur Ereb Yéziqi - UEY    | ھەممە ئادەم تۇغۇلۇشىدىنلا ئەركىن، ئىززەت-ھۆرمەت ۋە ھوقۇقتا باب-باراۋەر بولۇپ تۇغۇلغان. ئۇلار ئەقىلگە ۋە ىجدانغا ئىگە ھەمدە بىر-بىرىگە قېرىنداشلىق مۇناسىۋىتىگە خاس روھ بىلەن مۇئامىلە قىلىشى كېرەك.   |
| Uyghur Latin Yéziqi - ULY   | Hemme adem tughulushidinla erkin, izzet-hörmet we hoquqta babbarawer bolup tughulghan. ular eqilghe we wijdan'gha ige hemde bir-birige qérindashliq munasiwitige xas roh bilen muamile qilishi kérek. |
| Uyghur Siril Yéziqi - USY   | Һәммә адәм туғулушидинла әркин, иззәт-һөрмәт вә һоқуқта баббаравәр болуп туғулған. Улар әқилғә вә виджданға игә һәмдә бир-биригә қериндашлиқ мунасивитигә хас рох билән му’амилә қилиши керәк.        |
| Uyghur Pinyin Yéziqi - UPNY | H̡əmmə adəm tughulushidinla ərkin, izzət-h̡ɵrmət wə hok̡uk̡ta babbarawər bolup tuƣulƣan. Ular ək̡ilƣə wə wijdanƣa igə h̡əmdə bir-birigə k̡erindaxlik̡ munasiwitigə has roh bilən mu’amilə k̡ilixi kerək.       |
| Português                   | Todos seres humanos nascem livres e iguais em dignidade e direitos. Eles são providos de razão e consciência e devem agir uns em relação aos outros num espírito de fraternidade.                     |